# Scylaticus danus
Scylaticus danus là một loài ruồi trong họ Asilidae. Scylaticus danus được Londt miêu tả năm 1992. Loài này phân bố ở vùng nhiệt đới châu Phi.